# Partecipanti al Gran Premio Industria e Artigianato 2024
Elenco dei partecipanti al Gran Premio Industria e Artigianato 2024.
Il Gran Premio Industria e Artigianato 2024 è stato la quarantaseiesima edizione della corsa. Alla competizione presero parte 18 squadre: 3 con licenza UCI World Tour 2024, 9 UCI ProTeam, 5 UCI Continental Team e 1 selezione italiana.
Partenza con 126 ciclisti accreditati.

## Corridori per squadra
Nota: R ritirato, NP non partito, FT fuori tempo, SQ squalificato
| EF Education-EasyPost          | EF Education-EasyPost          | EF Education-EasyPost          | Movistar Team                  | Movistar Team                  | Movistar Team                  | UAE Team Emirates             | UAE Team Emirates             | UAE Team Emirates             |
| ------------------------------ | ------------------------------ | ------------------------------ | ------------------------------ | ------------------------------ | ------------------------------ | ----------------------------- | ----------------------------- | ----------------------------- |
| N°                             | Ciclista                       | Clas.                          | N°                             | Ciclista                       | Clas.                          | N°                            | Ciclista                      | Clas.                         |
| 1                              | Ben Healy                      | 22°                            | 11                             | Will Barta                     | 21°                            | 21                            | Alessandro Covi               | 74°                           |
| 2                              | Hugh Carthy                    | 83°                            | 12                             | Javier Romo                    | 4°                             | 22                            | Finn Fisher-Black             | 24°                           |
| 3                              | Esteban Chaves                 | 23°                            | 13                             | Davide Formolo                 | 16°                            | 23                            | Vegard Stake Laengen          | 81°                           |
| 4                              | Gavin Hlady                    | R                              | 14                             | Lorenzo Milesi                 | R                              | 24                            | Rafał Majka                   | 61°                           |
| 5                              | Lukas Nerurkar                 | 78°                            | 15                             | Gregor Mühlberger              | 69°                            | 25                            | Marc Hirschi                  | 1°                            |
| 6                              | Yuhi Todome                    | 72°                            | 16                             | Antonio Pedrero                | 87°                            | 26                            | Sjoerd Bax                    | R                             |
| 7                              | Jardi Christiaan van der Lee   | R                              | 17                             | Iván Sosa                      | R                              | 27                            | Diego Ulissi                  | 3°                            |
| Selezione italiana             | Selezione italiana             | Selezione italiana             | Bingoal WB                     | Bingoal WB                     | Bingoal WB                     | Caja Rural-Seguros RGA        | Caja Rural-Seguros RGA        | Caja Rural-Seguros RGA        |
| N°                             | Ciclista                       | Clas.                          | N°                             | Ciclista                       | Clas.                          | N°                            | Ciclista                      | Clas.                         |
| 31                             | Simone Velasco                 | 5°                             | 41                             | Floris De Tier                 | 88°                            | 51                            | Orluis Aular                  | 28°                           |
| 32                             | Christian Scaroni              | 73°                            | 42                             | Louka Matthys                  | R                              | 52                            | Julen Arriola-Bengoa          | 36°                           |
| 33                             | Vincenzo Albanese              | 6°                             | 43                             | Lennert Teugels                | 42°                            | 53                            | Fernando Barceló              | 30°                           |
| 34                             | Alessandro Verre               | 13°                            | 44                             | Dimitri Peyskens               | R                              | 54                            | Sebastian Berwick             | 82°                           |
| 35                             | Davide De Pretto               | 11°                            | 45                             | Marco Tizza                    | 12°                            | 55                            | Joel Nicolau                  | 8°                            |
| 36                             | Matteo Milan                   | R                              | 46                             | Aaron van der Beken            | 88°                            | 56                            | Eduard Prades                 | R                             |
| 37                             | Sergio Meris                   | 29°                            | 47                             | Giacomo Villa                  | 53°                            | 57                            | Guillermo Thomas Silva        | 2°                            |
| Corratec Vini Fantini          | Corratec Vini Fantini          | Corratec Vini Fantini          | Team Polti Kometa              | Team Polti Kometa              | Team Polti Kometa              | Team Novo Nordisk             | Team Novo Nordisk             | Team Novo Nordisk             |
| N°                             | Ciclista                       | Clas.                          | N°                             | Ciclista                       | Clas.                          | N°                            | Ciclista                      | Clas.                         |
| 61                             | Mark Stewart                   | R                              | 71                             | Davide Bais                    | 51°                            | 81                            | Matyáš Kopecký                | 68°                           |
| 62                             | Valerio Conti                  | 55°                            | 72                             | Davide De Cassan               | R                              | 82                            | Sam Brand                     | R                             |
| 63                             | Roberto González               | 38°                            | 73                             | Paul Double                    | 37°                            | 83                            | Lucas Dauge                   | R                             |
| 64                             | Lorenzo Quartucci              | 31°                            | 74                             | Matteo Fabbro                  | 20°                            | 84                            | Andrea Peron                  | R                             |
| 65                             | Andrij Ponomar                 | R                              | 75                             | Erik Fetter                    | 33°                            | 85                            | Alessandro Perracchione       | 60°                           |
| 66                             | Kristian Sbaragli              | 43°                            | 76                             | Fernando Tercero               | 77°                            | 86                            | Antonio Polga                 | R                             |
| 67                             | Kyrylo Carenko                 | 47°                            | 77                             | Davide Piganzoli               | 15°                            | 87                            | Filippo Ridolfo               | R                             |
| TotalEnergies                  | TotalEnergies                  | TotalEnergies                  | Q36.5 Pro Cycling Team         | Q36.5 Pro Cycling Team         | Q36.5 Pro Cycling Team         | VF Group-Bardiani CSF-Faizanè | VF Group-Bardiani CSF-Faizanè | VF Group-Bardiani CSF-Faizanè |
| N°                             | Ciclista                       | Clas.                          | N°                             | Ciclista                       | Clas.                          | N°                            | Ciclista                      | Clas.                         |
| 91                             | Steff Cras                     | R                              | 101                            | Negasi Haylu Abreha            | 71°                            | 111                           | Domenico Pozzovivo            | 19°                           |
| 92                             | Fabien Doubey                  | R                              | 102                            | Gianluca Brambilla             | 9°                             | 112                           | Alessandro Pinarello          | 14°                           |
| 93                             | Valentin Ferron                | 66°                            | 103                            | Walter Calzoni                 | 44°                            | 113                           | Filippo Magli                 | 27°                           |
| 94                             | Paul Ourselin                  | R                              | 104                            | Marcel Camprubí                | 32°                            | 114                           | Martin Marcellusi             | 25°                           |
| 95                             | Jordan Jegat                   | 18                             | 105                            | Filippo Conca                  | 39°                            | 115                           | Alessio Martinelli            | 67°                           |
| 96                             | Pierre Latour                  | R                              | 106                            | Carl Fredrik Hagen             | 40°                            | 116                           | Manuele Tarozzi               | 46°                           |
| 97                             | Mattéo Vercher                 | 7°                             | 107                            | David de la Cruz               | 52                             | 117                           | Alessandro Tonelli            | 64°                           |
| TDT-Unibet                     | TDT-Unibet                     | TDT-Unibet                     | Petrolike                      | Petrolike                      | Petrolike                      | JCL Team Ukyo                 | JCL Team Ukyo                 | JCL Team Ukyo                 |
| N°                             | Ciclista                       | Clas.                          | N°                             | Ciclista                       | Clas.                          | N°                            | Ciclista                      | Clas.                         |
| 121                            | Adam Ťoupalík                  | R                              | 131                            | Mauricio Zapata                | 58°                            | 141                           | Nariyuki Masuda               | 79°                           |
| 122                            | Adrien Maire                   | 17°                            | 132                            | Edgar Cadena                   | 86°                            | 142                           | Yuma Koishi                   | R                             |
| 123                            | Baptiste Huyet                 | 49°                            | 133                            | Edinson Callejas               | 63°                            | 143                           | Manabu Ishibashi              | R                             |
| 124                            | Charles Paige                  | 62°                            | 134                            | Cesar Macias                   | 59°                            | 144                           | Atsushi Oka                   | 70°                           |
| 125                            | Cedrik Bakke Christophers      | 41°                            | 135                            | José Antonio Prieto            | 75°                            | 145                           | Masaki Yamamoto               | 34°                           |
| 126                            | Kevin Inkelaar                 | R                              | 136                            | José Juan Prieto               | R                              | 137                           | Giovanni Carboni              | 10°                           |
| 127                            | Owen Geleijn                   | 45°                            | 137                            | Bernardo Suaza                 | R                              | 147                           | Thomas Pesenti                | 35°                           |
| Team Technipes inEmiliaRomagna | Team Technipes inEmiliaRomagna | Team Technipes inEmiliaRomagna | Work Service-Vitalcare-Dynatek | Work Service-Vitalcare-Dynatek | Work Service-Vitalcare-Dynatek | MG.K Vis Colors for Peace     | MG.K Vis Colors for Peace     | MG.K Vis Colors for Peace     |
| N°                             | Ciclista                       | Clas.                          | N°                             | Ciclista                       | Clas.                          | N°                            | Ciclista                      | Clas.                         |
| 151                            | Emanuele Ansaloni              | 56°                            | 161                            | Immanuel D'Aniello             | R                              | 171                           | Andrea Cantoni                | 54°                           |
| 152                            | Luca Cavallo                   | 65°                            | 162                            | Pierelis Belletta              | 80°                            | 172                           | Simone Carrò                  | 76°                           |
| 153                            | Nicolò Garibbo                 | 50°                            | 163                            | Tommaso Bambagioni             | R                              | 173                           | Ciro Pérez Álvarez            | R                             |
| 154                            | Andrea Innocenti               | 48°                            | 164                            | Lorenzo Ginestra               | 57°                            | 174                           | Ben Granger                   | 84°                           |
| 155                            | Nicholas Scarpelli             | R                              | 165                            | Jacopo Gioia                   | R                              | 175                           | Matthew Kingston              | R                             |
| 156                            | Andrea Sergiampietri           | R                              | 166                            | Christian Danilo Pase          | R                              | 176                           | Davide Bauce                  | 85                            |
| 157                            | Pietro Dapporto                | R                              | 167                            | Giacomo Garavaglia             | R                              | 177                           | Matteo Spreafico              | R                             |